# Masashi Nishiyama
Masashi Nishiyama, född den 9 juli 1985 i Shimonoseki, Japan, är en japansk judoutövare.
Han tog OS-brons i herrarnas mellanvikt i samband med de olympiska judotävlingarna 2012 i London.